# Fondipalle
Il fondipalle è uno strumento per creare proiettili (generalmente in piombo) da usare nelle armi ad avancarica o per la ricarica delle cartucce nel caso di armi a retrocarica.

## Descrizione
La struttura è simile a quella di una pinza ma al posto delle ganasce si trovano due blocchi ciascuno recante l'impronta di una metà del proiettile.
All'atto della chiusura dei manici i due blocchi si congiungono a formare l'impronta esatta della pallottola. Nei vecchi modelli l'attrezzo era generalmente in ottone o ferro e le parti contenenti l'impronta del proiettile erano fisse, ovvero fuse insieme ai manici. Negli attrezzi attuali queste parti sono generalmente mobili per poterne garantire il perfetto allineamento onde evitare proiettili non perfettamente simmetrici e per poter cambiarne il calibro semplicemente mutando i blocchi contenenti l'impronta.
Vi sono anche modelli con più impronte in modo da poter creare con minor lavoro un maggior numero di proiettili. Anche il materiale può variare e si possono trovare attrezzi in leghe che (quando l'attrezzo comincia a scaldarsi) riducono l'espansione termica che potrebbe alterare il calibro delle pallottole risultanti.

## Uso
L'impronta (o le impronte) che si viene a formare quando l'attrezzo è chiuso ha un piccolo foro sulla parte alta (se trattasi di pallottole coniche generalmente questa corrisponde alla base) attraverso il quale si fa colare il piombo fuso. Accanto al foro vi è un elemento metallico a forma di piastra tagliente imperniato su di una vite che deve essere fatto ruotare in modo che possa passare sopra al foro e che serve a rimuovere per tranciatura il piombo rimasto all'esterno.
Per i proiettili, in alternativa al piombo, si possono usare altri metalli (generalmente leghe con stagno ed antimonio) che hanno alcuni vantaggi rispetto al primo: ad esempio maggior leggerezza per aumentare la velocità allo sparo o maggior durezza per aumentare la penetrazione. Una lega molto usata è quella realizzata per produrre i caratteri da stampa che fonde grosso modo alla stessa temperatura del piombo.